# Distrito electoral de Robb (condado de Gosper, Nebraska)
Robb (en inglés: Robb Precinct) es un distrito electoral ubicado en el condado de Gosper en el estado estadounidense de Nebraska. En el Censo de 2010 tenía una población de 125 habitantes y una densidad poblacional de 1,4 personas por km².

## Geografía
Robb se encuentra ubicado en las coordenadas 40°38′54″N 99°42′14″O / 40.64833, -99.70389. Según la Oficina del Censo de los Estados Unidos, Robb tiene una superficie total de 89.49 km², de la cual 89.05 km² corresponden a tierra firme y (0.49%) 0.44 km² es agua.

## Demografía
Según el censo de 2010, había 125 personas residiendo en Robb. La densidad de población era de 1,4 hab./km². De los 125 habitantes, Robb estaba compuesto por el 96% blancos, el 0% eran afroamericanos, el 0% eran amerindios, el 0.8% eran asiáticos, el 0% eran isleños del Pacífico, el 3.2% eran de otras razas y el 0% pertenecían a dos o más razas. Del total de la población el 8.8% eran hispanos o latinos de cualquier raza.